# Klenová (okres Snina)
Klenová (maďarsky Kelen, do roku 1902 Klenova, rusínsky Кленова) je obec na Slovensku v okrese Snina v Prešovském kraji na úpatí Bukovských vrchů na okraji národního parku Poloniny poblíž ukrajinské hranice. Žije zde 508 obyvatel.
První písemná zmínka o obci pochází z roku 1548. U obyvatelstva převažuje pravoslavné náboženství, část obyvatelstva je řeckokatolická.